# كين أولسن
كين أولسن (بالإنجليزية: Ken Olsen) (و. 1926 – 2011 م) هو مهندس، ورائد أعمال، وعالِم حاسب آلي من الولايات المتحدة الأمريكية. وكان عضواً في الأكاديمية الأمريكية للفنون والعلوم.
توفي في إنديانابوليس (إنديانا)، عن عمر يناهز 85 عاماً.

## التعليم
تعلم في معهد ماساتشوست للتكنولوجيا

## جوائز
حصل على جوائز منها:
- قلادة العلوم الوطنية الأمريكية في مجال التكنولوجيا والإبتكار
- IEEE Ernst Weber Engineering Leadership Recognition [الإنجليزية]‏.